# ナショナル・ボード・オブ・レビュー賞 (2019年)
91st NBR Awards
作品賞: 
アイリッシュマン
第91回ナショナル・ボード・オブ・レビュー賞は2019年の映画を対象とした賞であり、2019年12月3日に受賞者が発表された。

## 受賞一覧

### 作品賞
- 『アイリッシュマン』

### 作品賞トップ10
※原題のアルファベット順
- 『1917 命をかけた伝令』
- 『ルディ・レイ・ムーア』
- 『フォードvsフェラーリ』
- 『ジョジョ・ラビット』
- 『ナイブズ・アウト/名探偵と刃の館の秘密』
- 『マリッジ・ストーリー』
- 『ワンス・アポン・ア・タイム・イン・ハリウッド』
- 『リチャード・ジュエル』
- 『アンカット・ダイヤモンド』
- 『WAVES/ウェイブス』

### 外国語映画賞
- 『パラサイト 半地下の家族』 韓国

### 外国語映画トップ5
※英題のアルファベット順
- 『アトランティックス』 セネガル
- 『見えざる人生』 ポルトガル
- 『ペイン・アンド・グローリー』 スペイン
- 『燃ゆる女の肖像』 フランス
- 『未来を乗り換えた男』 ドイツ

### ドキュメンタリー映画賞
- 『Maiden』

### ドキュメンタリー映画トップ5
※原題のアルファベット順
- 『アメリカン・ファクトリー』
- 『アポロ11 完全版』
- 『ブラック・ゴッドファーザー: クラレンス・アヴァントの軌跡』
- 『ローリング・サンダー・レヴュー: マーティン・スコセッシが描くボブ・ディラン伝説』
- 『Wrestle』

### インディペンデント映画トップ10
※原題のアルファベット順
- 『フェアウェル』
- 『Give Me Liberty』
- 『名もなき生涯』
- 『ジュディ 虹の彼方に』
- 『ラストブラックマン・イン・サンフランシスコ』
- 『ミッドサマー』
- 『ナイチンゲール』
- 『ザ・ピーナッツバター・ファルコン』
- 『The Souvenir』
- 『ワイルド・ローズ』

### 監督賞
- クエンティン・タランティーノ - 『ワンス・アポン・ア・タイム・イン・ハリウッド』

### 主演男優賞
- アダム・サンドラー - 『アンカット・ダイヤモンド』

### 主演女優賞
- レネー・ゼルウィガー - 『ジュディ 虹の彼方に』

### 助演男優賞
- ブラッド・ピット - 『ワンス・アポン・ア・タイム・イン・ハリウッド』

### 助演女優賞
- キャシー・ベイツ - 『リチャード・ジュエル』

### 脚本賞
- ジョシュア・サフディ、ベニー・サフディ（英語版） - 『アンカット・ダイヤモンド』

### 脚色賞
- スティーヴン・ザイリアン - 『アイリッシュマン』

### アニメーション映画賞
- 『ヒックとドラゴン 聖地への冒険』

### ブレイクスルー演技賞
- ポール・ウォルター・ハウザー - 『リチャード・ジュエル』

### 新人監督賞
- メリーナ・マツーカス（英語版） - 『クイーン&スリム』

### アンサンブル演技賞
- 『ナイブズ・アウト/名探偵と刃の館の秘密』

### 表現の自由賞
- 『娘は戦場で生まれた』
- 『黒い司法 0%からの奇跡』

### 撮影功績賞
- ロジャー・ディーキンス - 『1917 命をかけた伝令』

### アイコン賞
- マーティン・スコセッシ
- ロバート・デ・ニーロ
- アル・パチーノ